# Плавання на Чемпіонаті світу з водних видів спорту 2015 — естафета 4x100 метрів комплексом (чоловіки)
Змагання з плавання в естафеті 4x100 метрів комплексом серед чоловіків на Чемпіонаті світу з водних видів спорту 2015 відбулись 9 серпня і складалися з попередніх запливів та фіналу.

## Рекорди
Станом на 9 серпня 2015 світовий рекорд і рекорд чемпіонатів світу були такими:
| Світовий рекорд          | США | 3:27.28 | Рим, Італія | 2 серпня 2009 |
| Рекорд чемпіонатів світу | США | 3:27.28 | Рим, Італія | 2 серпня 2009 |

## Результати

### Попередні запливи
Початок запливів о 10:27.
| Місце | Заплив | Доріжка | Країна          | Плавці | Час       | Примітки |
| ----- | ------ | ------- | --------------- | --- | --------- | -------- |
| 1     | 4      | 1       | США             | Метт Греверс (52.85) Коді Міллер (59.23) Тім Філліпс (51.03) Раян Лохте (47.95)                           | 3:31.06   | Q        |
| 2     | 3      | 6       | Австралія       | Мітч Ларкін (52.37) Джейк Паккард (59.87) Девід Морган (51.76) Кайл Чалмерс (47.86)                       | 3:31.86   | Q        |
| 3     | 2      | 7       | Франція         | Каміль Лакур (53.50) Джакомо Перез-Дортона (1:00.06) Мехді Метелла (50.88) Фаб'ян Жіло (48.07)            | 3:32.51   | Q        |
| 4     | 4      | 4       | Японія          | Рьосуке Іріе (53.23) Ясухіро Косекі (59.65) Такуро Фудзі (51.59) Сінрі Сьоура (48.35)                     | 3:32.82   | Q        |
| 5     | 1      | 5       | Німеччина       | Ян-Філіп Гланія (53.51) Гендрік Фельдвер (59.37) Штеффен Дайблер (51.76) Крістоф Фільдербрандт (48.30)    | 3:32.94   | Q        |
| 6     | 2      | 6       | Велика Британія | Кріс Вокер-Гебборн (53.70) Росс Мердок (59.20) Адам Барретт (52.29) Бенджамін Прауд (48.18)               | 3:33.37   | Q        |
| 7     | 4      | 3       | Польща          | Радослав Кавецький (53.90) Марцін Столярський (1:00.66) Павел Коженьовський (51.30) Конрад Черняк (47.64) | 3:33.50   | Q, NR    |
| 8     | 4      | 8       | Росія           | Григорій Тарасевич (54.09) Ілля Хоменко (59.58) Данило Пахомов (51.83) Олександр Сухоруков (48.52)        | 3:34.02   | Q        |
| 9     | 3      | 3       | Італія          | Сімоне Саббіоні (54.17) Андреа Тоніато (1:00.21) Маттео Ріволта (52.00) Марко Орсі (48.21)                | 3:34.59   |          |
| 10    | 3      | 4       | Бразилія        | Гільєрме Гвідо (53.94) Феліпе Ліма (59.59) Артур Мендес (52.86) Марсело Черігіні (48.34)                  | 3:34.73   |          |
| 11    | 4      | 0       | Китай           | Сюй Цзяюй (53.44) Лі Сян (1:00.78) Лі Чжухао (51.61) Лінь Юнцін (49.38)                                   | 3:35.21   |          |
| 12    | 2      | 1       | Литва           | Данас Рапшис (54.71) Гедрюс Тітяніс (58.96) Тадас Душкінас (52.69) Міндаугас Садаускас (48.94)            | 3:35.30   | NR       |
| 13    | 2      | 2       | Канада          | Расселл Вуд (54.95) Річард Фанк (1:00.05) Санто Кондореллі (52.29) Юрі Кісіл (48.43)                      | 3:35.72   |          |
| 14    | 3      | 1       | Греція          | Апостолос Хрістоу (55.43) Панайотіс Самілідіс (1:01.44) Андреас Вазайос (52.42) Крістіан Голомєєв (48.57) | 3:37.86   |          |
| 15    | 2      | 5       | Білорусь        | Павло Санкович (55.22) Ілля Шиманович (1:02.24) Євген Цуркін (51.66) Артем Мачекін (49.11)                | 3:38.23   |          |
| 16    | 3      | 2       | Нова Зеландія   | Корі Мейн (54.40) Гленн Снайдерс (1:00.11) Бредлі Ешбі (54.50) Метью Стенлі (49.68)                       | 3:38.69   |          |
| 17    | 1      | 4       | Швейцарія       | Нільс Лісс (55.71) Яннік Кесер (1:00.33) Ніко ван Дейн (53.03) Александр Хальдеман (49.87)                | 3:38.94   | NR       |
| 18    | 1      | 3       | Туреччина       | Дорук Текін (56.35) Демір Атасой (1:01.62) Каан Тюркер Аяр (53.99) Кемал Арда Гюрдал (48.50)              | 3:40.46   | NR       |
| 19    | 2      | 0       | Сінгапур        | Ке Чженвень (54.41) Лайонел Кхоо Цзяньїнь (1:02.50) Джозеф Скулінг (52.79) Ео Кайцюань (51.23)            | 3:40.93   |          |
| 20    | 3      | 7       | Колумбія        | Омар Пінзон (55.11) Хорхе Мурільо Вальдес (1:00.52) Еснайдер Реалес (54.33) Матео де Ангуло (51.48)       | 3:41.44   |          |
| 21    | 4      | 6       | Єгипет          | Мохамед Халед (56.55) Юссеф Ель-Камаш (1:01.85) Омар Еїсса (53.73) Марван Аль-Камаш (49.84)               | 3:41.97   | NR       |
| 22    | 2      | 4       | Узбекистан      | Даніїл Букін (57.53) Владислав Мустафін (1:00.68) Олексій Дерлюгов (54.64) Даніїл Тулупов (49.48)         | 3:42.33   |          |
| 23    | 4      | 9       | Естонія         | Ральф Трібунцов (55.03/ NR) Мартін Аллікві (1:01.40) Мартін Лійвамягі (54.83) Мартті Альянд (51.89)       | 3:43.15   |          |
| 24    | 3      | 5       | Чехія           | Роман Дмитрієв (57.45) Петр Бартунек (1:03.69) Ян Шефль (54.11) Мартін Вернер (48.96)                     | 3:44.21   |          |
| 25    | 2      | 8       | Люксембург      | Рафаель Стаккіотті (57.51) Лоран Карноль (1:00.76) Жюльєн Хенкс (55.04) Піт Бранденбургер (50.91)         | 3:44.22   |          |
| 26    | 3      | 9       | Латвія          | Яніс Шалтанс (56.36) Даніїлс Бобровс (1:02.60) Ніколайс Маскаленко (56.11) Увіс Калниньш (50.51)          | 3:45.58   |          |
| 27    | 3      | 8       | Кувейт          | Юсеф Аль-Аскарі (1:01.13) Ахмад Аль-Бадер (1:03.51) Аббас Калі (54.39) Мохаммад Мадва (51.72)             | 3:50.75   | NR       |
| 28    | 2      | 3       | Мексика         | | 9:99.99 ! | DNS      |
| 28    | 3      | 0       | Азербайджан     | | 9:99.99 ! | DNS      |
| 28    | 4      | 5       | Індія           | | 9:99.99 ! | DNS      |
| 28    | 4      | 2       | Венесуела       | Карлос Оманья (DSQ} Карлос Клавері Альберт Субіратс Крістіан Кінтеро                                      | 9:99.99 ! | DSQ      |
| 28    | 4      | 7       | Угорщина        | Габор Балог (54.06) Дьюрта Даніел (DSQ} Ласло Чех Крістіан Такач                                          | 9:99.99 ! | DSQ      |

### Фінал

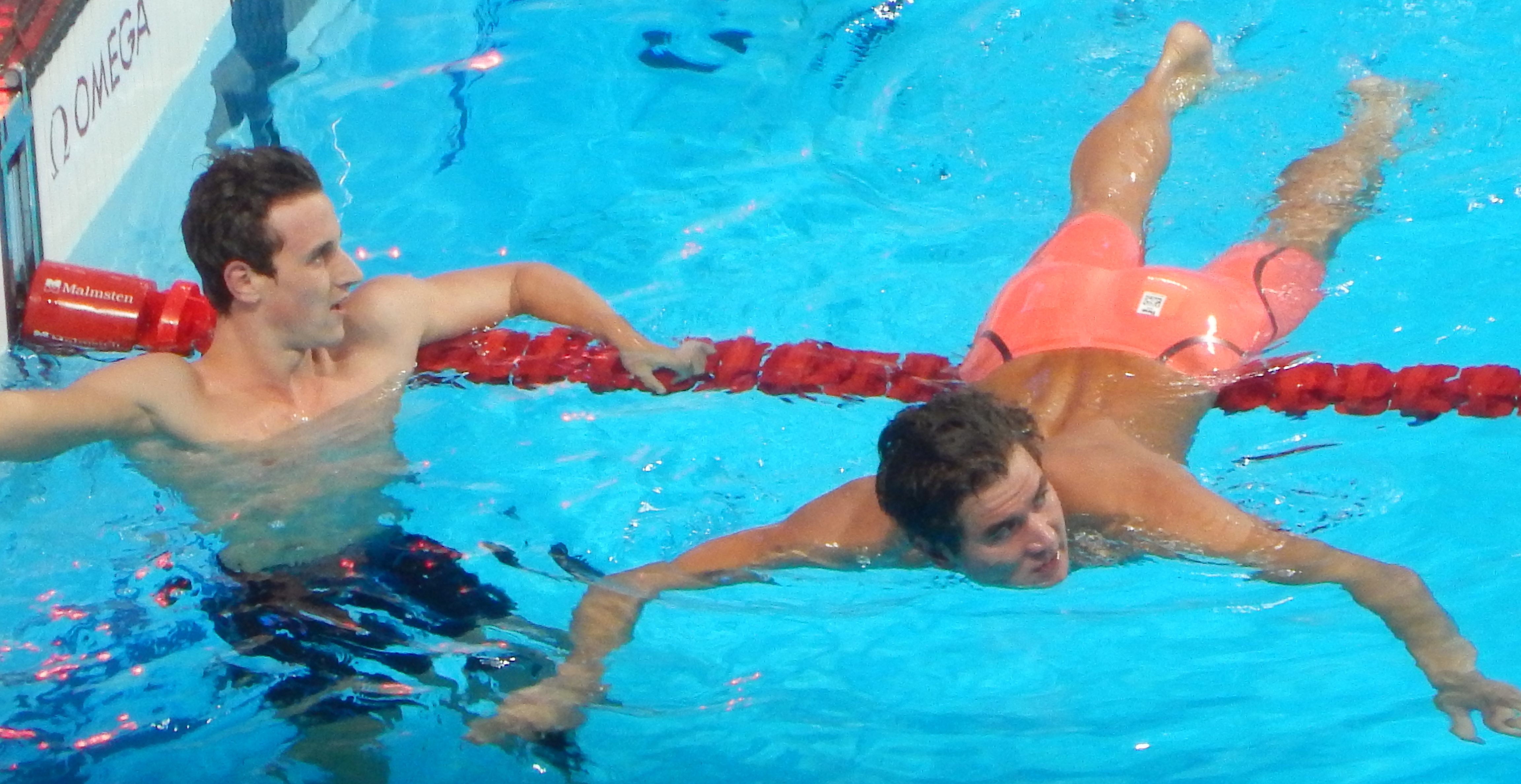
Едрієн і Макевой після фінішу

Фінал відбувся о 19:07.
| Місце | Доріжка | Країна          | Плавці | Час     | Примітки |
| ----- | ------- | --------------- | --- | ------- | -------- |
| 1     | 4       | США             | Раян Мерфі (плавець) (53.05) Кевін Кордес (58.88) Том Шілдс (50.59) Натан Едрієн (47.41)                  | 3:29.93 |          |
| 2     | 5       | Австралія       | Мітч Ларкін (52.41) Джейк Паккард (59.16) Джейден Гадлер (51.91) Кемерон Макевой (46.60)                  | 3:30.08 |          |
| 3     | 3       | Франція         | Каміль Лакур (52.81) Джакомо Перез-Дортона (59.88) Мехді Метелла (50.39) Фаб'ян Жіло (47.42)              | 3:30.50 |          |
| 4     | 7       | Велика Британія | Кріс Вокер-Гебборн (53.23) Адам Піті (57.74) Джеймс Гай (51.62) Бенджамін Прауд (48.08)                   | 3:30.67 | NR       |
| 5     | 8       | Росія           | Євген Рилов (53.21) Кирило Пригода (59.11) Данило Пахомов (51.17) Володимир Морозов (47.41)               | 3:30.90 |          |
| 6     | 6       | Японія          | Рьосуке Іріе (53.05) Ясухіро Косекі (59.31) Такуро Фудзі (51.15) Сінрі Сьоура (47.59)                     | 3:31.10 |          |
| 7     | 2       | Німеччина       | Ян-Філіп Гланія (53.48) Гендрік Фельдвер (59.15) Штеффен Дайблер (51.27) Крістоф Фільдербрандт (48.26)    | 3:32.16 |          |
| 8     | 1       | Польща          | Радослав Кавецький (54.25) Марцін Столярський (1:00.57) Павел Коженьовський (51.14) Конрад Черняк (48.38) | 3:34.34 |          |